# Wegnaarzee
Wegnaarzee – miasto w dystrykcie Paramaribo, w Surinamie. Według danych na rok 2012 miasto zamieszkiwało 16 037 osób, a gęstość zaludnienia wyniosła 391,1 os./km².

## Demografia
Ludność historyczna:
| Rok                           | 2004   | 2012   |
| ----------------------------- | ------ | ------ |
| Ludność                       | 13 172 | 16 037 |
| Gęstość zaludnienia os./km²   | 321,3  | 391,1  |
| Roczna zmiana liczby ludności | +2,5%  | +2,5%  |

## Klimat
Klimat jest tropikalny. Średnia temperatura wynosi 24°C. Najcieplejszym miesiącem jest wrzesień (26°C), a najzimniejszym miesiącem jest styczeń (22°C). Średnie opady wynoszą 2492 milimetrów rocznie. Najbardziej wilgotnym miesiącem jest maj (404 milimetrów), a najbardziej suchym miesiącem jest wrzesień (86 milimetrów).